# Kingdom (倖田來未のアルバム)
『Kingdom』（キングダム）は、2008年1月30日に発売された日本の歌手・倖田來未の6枚目のオリジナルアルバム。発売元はrhythm zone。

## 解説
オリジナルアルバムでは2006年12月20日に発売された『Black Cherry』以来約1年振りとなる。「CD＋2DVD」の限定生産盤、通常盤として「CD＋DVD」「CDのみ」の合計3形態でのリリース。全形態ジャケット写真もそれぞれ異なっている。
今作のコンセプトは、倖田來未というアーティストを通じて、「男性にも負けない女性の力強さを伝えたい」というものである。
CDには、シングル「BUT／愛証」、「FREAKY」、「愛のうた」、「LAST ANGEL feat.東方神起」、さらにアルバム先行シングルとなる「anytime」のシングル6曲と新曲9曲を加えた全15曲収録（ボーナストラック含む）。なお、シングルのカップリング曲である「空」、「Run For Your Life」、「girls」、「Come Over」、「Dear Family」、「Bounce」は収録されていない。ただし「Run For Your Life」に関しては、DVDにミュージックビデオが収録されている。
また3形態共通として、ボーナストラックとして5thアルバム『Black Cherry』に収録されていたインスト曲「INTRODUCTION」を、フルコーラス楽曲にアレンジした「Black Cherry」が追加収録されている。
DVDは、「ミュージックビデオ集」となっており、初の試みとしてCDに収録される15曲全てのミュージックビデオを収録している。本作のために9曲のミュージックビデオを撮り下ろされた。さらに「FREAKY」のカップリング曲「Run For Your Life」のミュージックビデオに、ボーナスビデオとして『LIVE DVD「KODA KUMI LIVE TOUR 2007 ～Black Cherry～ SPECIAL FINAL in TOKYO DOME」』の予告編を追加した全17曲が収録されている。
「恋の魔法」、「秘密」、「甘い罠」、「あなたがしてくれたこと」の4曲は記述順にPVが繋がっており、それぞれに関連性がもたれている。
限定生産盤にのみ付属するDVD2には、「CRフィーバー倖田來未」の発売を記念して、2007年6月20日に一夜限りでファンクラブの会員限定で行われ”幻のライヴ”と銘打たれていた「KODA KUMI PREMIUM LIMITED LIVE IN HALL IN YOKOHAMA ARENA」の模様を完全収録したライブDVDとなっている。
全タイプ初回盤には、特典ステッカー1枚封入、購入者特典サイトのアクセスパスワードを封入。さらに限定生産盤では、スリーブケース仕様・「KODA KUMI PREMIUM LIMITED LIVE IN HALL IN YOKOHAMA ARENA」のライヴブックレット付き、特典ステッカー3枚封入、購入者特典サイトアクセスパスワードが封入されている。
先着購入者には特典として、『kingdom』特製ポスターがプレゼントされた。TSUTAYA RECORDSでは購入すると、アナザージャケットにもなり、さらに特典があたるジャケットサイズ TOLアクセスカードがプレゼントされた。
このアルバムの発売直後に、ラジオ番組内で不適切な発言をした関係で、2月以降予定されていたこのアルバムのプロモーション活動は全て自粛する形となった。

## 楽曲解説
※ここでの解説はアルバム楽曲のみのを参照する（ボーナストラックは除く）。シングル楽曲の解説や詳細に関しては、各シングル曲を参照。
Introduction For Kingdom
「ミルクティー」以来となる自身での作詞・作曲された楽曲であり、「倖田王国」への入り口を指すインスト。
彼女は包み込むようなウェルカムナンバーにしたかったので、カナリヤをイメージして高く歌ったと語っている。
甘い罠
浮気をされたことに気付いているのに、ごまかされてしまう。彼の優しい言動は“甘い罠”だとわかっていながらも、落ちてしまう。そんな女性の心境を描いた、アラビアンテイストのHIP-HOPナンバーとなっている。
本作リリースに合わせて『ミュージックステーション』にてテレビ初披露された。
秘密
「愛し合っているのに立ちはだかる壁がある恋人達」をテーマに作られた、ミディアムなR&Bナンバーとなっている。
Under
ビートを重要視して、歌詞は言葉の響きに重きをおいて書かれたというR&Bナンバーとなっている。
恋の魔法
“恋する女性を可愛く輝かす「恋の魔法」”をテーマに作られたアップテンポナンバーとなっている。また、これは『恋のつぼみ』にかけた曲でもある。
ストーリーに合わせるのと同時に『恋のつぼみ』と同じ女性を思い浮かべながら歌詞を書いたとのこと。
あなたがしてくれたこと
タイトルそのままに“あなたがしてくれたことは忘れることができない”という、未練を振り切ることのできない女性の心境を歌った、R&Bテイストのミディアムナンバーとなっている。
Wonderland
不思議の国のアリスをイメージした、ポップナンバーとなっている。
PVでは、イラストやCGを組み合わせたファンタジックな内容となっている。
MORE
「KODA KUMI PREMIUM LIMITED LIVE IN HALL IN YOKOHAMA ARENA」にて初披露された楽曲で、ジャズテイストのバラードナンバーとなっている。

## 収録内容

### CD
1. Introduction For Kingdom [1:40]
作詞・作曲：Kumi Koda
編曲：MINE-CHANG
インスト曲
2. LAST ANGEL feat.東方神起 [3:48]
作詞：Kumi Koda, H.U.B.
作曲：Negin, Ian-paolo Lira, Hugo Lira, Thomas Gustafsson
編曲：(ノークレジット)
38thシングル表題曲
3. 甘い罠 [3:58]
作詞：Kumi Koda
作曲・編曲：HIRO
4. 秘密 [4:23]
作詞：Kumi Koda
作曲・編曲：Daisuke"D.I"Imai
5. 愛のうた [4:51]
作詞：Kumi Koda, Kosuke Morimoto
作曲：Kosuke Morimoto
編曲：Tomoji Sogawa
37thシングル表題曲
6. anytime [4:09]
作詞：Kumi Koda
作曲・編曲：Hideya Nakazaki
39thシングル表題曲（アルバム先行シングル）
7. Under [3:39]
作詞：Kumi Koda
作曲：Adam Royce, Curtis Richardson, Nyticka Hemingway
編曲：(ノークレジット)
8. BUT [3:37]
作詞：Kumi Koda
作曲・編曲：Tommy Henriksen
35thシングル表題1曲目
9. 恋の魔法 [4:32]
作詞：Kumi Koda
作曲：Yuta Nakano
編曲：h-wonder
10. 愛証 [3:52]
作詞：Kumi Koda
作曲：Reika Yuuki
編曲：Masaki Iehara
35thシングル表題2曲目
11. あなたがしてくれたこと [4:11]
作詞：Kumi Koda
作曲・編曲：Daisuke Inoue
12. Wonderland [3:27]
作詞：Kumi Koda
作曲・編曲：Nao Tanaka
13. FREAKY [3:18]
作詞：Kumi Koda
作曲・編曲：Tommy Henriksen
36thシングル表題曲
14. MORE [3:11]
作詞：Kumi Koda
作曲：Philippe-Marc Anquetil, Christopher Lee-Joe, Anna-Maria La Spina
編曲：(ノークレジット)
15. Black Cherry [2:59]
作詞：Kumi Koda, Daisuke"D.I"Imai
作曲・編曲：Daisuke"D.I"Imai
ボーナストラック
5thアルバム『Black Cherry』の収録曲「INTRODUCTION」を、フルコーラス楽曲にアレンジ。

### DVD

#### Disc 2
MUSIC VIDEO
1. Introduction For Kingdom
2. anytime (Album Version)
先行シングルのDVDに収録されているものとは別バージョン。
3. FREAKY
4. Under
5. 恋の魔法
6. 秘密
7. 愛のうた (Album Version)
シングルのDVDに収録されているものとは別バージョン。
8. MORE
9. 甘い罠
10. 愛証
11. あなたがしてくれたこと
12. Wonderland
13. Run For Your Life
14. BUT
15. LAST ANGEL feat.東方神起
16. Black Cherry (Live Version)
17. LIVE DVD TRAILER
from LIVE DVD「KODA KUMI LIVE TOUR 2007 ～Black Cherry～ SPECIAL FINAL IN TOKYO DOME」
ボーナス映像

#### Disc 3
KODA KUMI PREMIUM LIMITED LIVE IN HALL IN YOKOHAMA ARENA
1. Cherry Girl
2. BUT
3. WON'T BE LONG
4. Someday
5. you
6. hands
7. MORE
8. Your Song
9. 恋のつぼみ (A Cup Of Milk Tea Bossa Nova Version)
10. Sweet Love…
11. WIND
12. FREAKY
13. girls
14. Through the sky

## タイアップ
- 映画「バイオハザードIII」日本公開版イメージ・ソング (#2)
- music.jp TV-CFソング (#2, #5, #6)
- ホンダ「ZEST SPORTS」CMソング (#3, #13)
- キリンビール キリンチューハイ氷結CMソング (#6)
- コーセー・ヴィセ CMソング (#7)
- STチェーン（松竹・東急系）劇場公開、映画「ステップ・アップ」主題歌 (#8)
- 東芝「SoftBank 911T」CMソング (#8)
- 日本テレビ系ドラマ「愛の流刑地」主題歌（2007年3月20、21日二夜連続放送）(#10)

## 収録ライブ映像 (シングル曲除く)
- 秘密
  - 『KODA KUMI LIVE TOUR 2008 〜Kingdom〜』
- Under
  - 『KODA KUMI LIVE TOUR 2008 〜Kingdom〜』
- 恋の魔法
  - 『KODA KUMI LIVE TOUR 2008 〜Kingdom〜』
- Wonderland
  - 『KODA KUMI LIVE TOUR 2008 〜Kingdom〜』
- MORE
  - 『KODA KUMI PREMIUM LIMITED LIVE IN HALL IN YOKOHAMA ARENA』(#［Disc3：DVD］)
- Black Cherry
  - 『KODA KUMI LIVE TOUR 2007 〜Black Cherry〜 SPECIAL FINAL in TOKYO DOME』
    - (Live Version、#［Disc2：DVD］)

  - 『KODA KUMI 2009 TAIWAN』
  - 『KODA KUMI LIVE TOUR 2013 〜JAPONESQUE〜』
  - 『KODA KUMI LIVE TOUR 2019 re(LIVE) 〜Black Cherry〜』
    - 『KODA KUMI LIVE TOUR 2019 re(LIVE) -Black Cherry- & -JAPONESQUE-』(ファンクラブ限定盤)